# Playa del inglés (canción)
 «Playa del inglés» es una canción del cantante español Quevedo y el cantante puertorriqueño Myke Towers . Lanzado como el cuarto y último sencillo del álbum de Quevedo "Donde quiero estar". Es la primera colaboración entre los dos artistas, y se convirtió en la canción más exitosa del álbum.

## Antecedentes y lanzamiento
Luego de lanzar su sencillo «Punto G», el cantante comenzó a grabar su próximo sencillo, invitando a Myke Towers.
En diciembre de 2022 anunció en sus redes sociales su nuevo sencillo junto a Myke Towers, que lleva por título "Playa del Inglés". La canción fue lanzada el 15 de diciembre de ese mismo año.
Consiguieron el número 1 en algunos países por esta canción.

## Video musical
El video musical fue lanzado el 15 de diciembre de 2022. Al principio se representa una camioneta entrando a un área muy linda, mientras que dentro del área cercana a la playa, Quevedo y Myke Towers bailan y cantan durante el video.

## Certificaciones
| País                | Certificación | Ventas  |
| ------------------- | ------------- | ------- |
| España (PROMUSICAE) | Platinum × 5  | 200,000 |